# Bussey (Iowa)
Bussey – miasto w Stanach Zjednoczonych, w stanie Iowa, w hrabstwie Marion.

## Demografia
W 2000 liczyło 450 mieszkańców. W 2023 liczba mieszkańców spadła do 374 osób, a gęstość zaludnienia poniżej 416 osób/km².